# Hotel pro psy
Hotel pro psy je americká rodinná komedie z roku 2009 režiséra Thora Freudenthala. Film je založen na základě stejnojmenné novely z roku 1971 od Lois Duncanové.

## Obsah
Film sleduje dva sirotky Andi (Emma Roberts) a Bruce (Jake T. Austin), kteří schovají svého psa v opuštěném hotelu, poté co se jejich noví opatrovníci vyjádří, že psi k nim domů nepatří. Postupně zachraňují další psy od pracovníků útulku a policistů.

## Obsazení
- Emma Roberts jako Andi
- Jake T. Austin jako Bruce
- Johnny Simmons jako Dave
- Don Cheadle jako Bernie Wilkins
- Robinne Lee jako Carol Wilkins
- Troy Gentilejako Mark
- Kyla Pratt jako Heather
- Lisa Kudrow jako Lois Scudder
- Kevin Dilon jako Carl Scudder
- Yvette Nicole Brownjako Paní Camwell

## Soundtrack
- A Beutiful World (Tim Myers)
- Get Lucky (Dragonette)
- Into action (Tim Armstrong)
- If had to by you (Motion City Soundtrack)
- Who who (Lisa Kudrow a Kevin Dilon)
- Born to be wild (Steppenwolf)
- Ruff ruff ruff (Lisa Kudrow a Kevin Dilon)
- Say so (Uh Huh Her)
- Reason Why (Rachel Yamagata)
- Best days (Matt White)
- My new best friend (Luke Tierney)
- Who let the Dogs Out (Baha Men)